# Karl Weinmann
Karl Weinmann (Vohenstrauß, 1873 – Pielenhofen, 1929) è stato un musicologo, insegnante e teologo tedesco.

## Biografia
Appartenente alla chiesa cattolica, Weinmann ha studiato dapprima al ginnasio di Amberg e di Ratisbona, dove è stato cantore nel coro della cattedrale, successivamente musica alla Kirchenmusikschule di Ratisbona, teologia a Innsbruck e a Berlino, seguendo contemporaneamente i corsi della Scuola di Musica Sacra.
Durante gli studi nel seminario ha assunto il ruolo di direttore vocale e d'orchestra. 
Il 4 giugno 1899 Weinmann è stato ordinato sacerdote a Berlino e nel 1904 è diventato dottore a Friburgo.
Dopo una breve attività pastorale è stato nominato prefetto della scuola di coro (Dompräbende) e della musica della cappella della Cattedrale di Ratisbona, succedendo a Michael Haller, e in seguito maestro di coro del convento teologico di Innsbruck. 
Ha insegnato musica sacra, storia della musica, estetica a Ratisbona, ha diretto la Biblioteca Vescovile di Ratisbona e la Scuola di Musica Sacra sempre nella stessa località.
Tra le sue molte attività, si segnalano le sue collaborazioni con riviste e quotidiani importanti, oltre agli incarichi direttivi del Kirchenmusikal Jahrbuck, di Musica Sacra e di Cäcilienvereinsorgan.
Dal 1926 Weinmann è stato coordinatore dell'Associazione Generale Ceciliana tedesca. Nel 1928 è stato nominato membro onorario della Società Palestrina.
Ha inoltre curato la pubblicazione di vari libri di musica religiosa, come ad esempio il Römisches Gradualbuch
Tra le sue pubblicazioni principali, annoveriamo: una Geschichte der Kirchenmusik (1906), che ha riscosso un grande successo ed è stata tradotta in varie lingue, tra le quali l'italiano, per opera di Felini nel (1908); Das Konzil von Trient und die Kirchenmusik (1919).

## Pubblicazioni principali
- Geschichte der Kirchenmusik, (1906; 13.°-15.° miler, 1925) opera tradotta in italiano, inglese, polacco, francese;
- Karl Proske, der Restaurator der klass, Kirchenmusik (1909);
- Röm. Gradualbuch, (edizione Vaticana, 1909);
- Kyriale, (1910, 2ª ed., 1918);
- Officium defunctorum, (1912);
- Vesperbuch, (1915);
- Psalmenuch, (1915);
- Palestrinas geburtsjahr, (1915);
- Johannes Tinctoris, (1445-1511) (1917);
- Stille Nacht, heilige Nacht, (1918);
- Das Konzil von Trient und die Kirchemusik, (1919);
- Karwochenbuch, (1924);
- Die feier der hl. Karwoche, (1925).